# Massacre de Let Yet Kone
Le massacre de Let Yet Kone est un massacre de civils survenu le 16 septembre 2022, dans une école monastique du village de Let Yet Kone, près de Dabayin dans la région de Sagaing, en Birmanie. Au cours du massacre, les troupes de l'armée de Birmanie et de l'armée de l'air de Birmanie tuent au moins 13 civils, dont 8 enfants. L'événement devient l'un des massacres de civils les plus meurtriers de Birmanie impliquant des enfants en 2022, année durant laquelle 165 enfants sont tués par les forces militaires,.

## Contexte
Le 1er février 2021, les forces armées de Birmanie organisent un coup d'État et renversent le gouvernement démocratiquement élu dirigé par la Ligue nationale pour la démocratie. Peu de temps après, l'armée crée une junte, le Conseil d'administration de l'État (SAC), et déclare l'état d'urgence national. En réponse, des civils dans tout le pays organisent des manifestations à grande échelle pour résister à la prise de contrôle militaire.
En mai 2021, la résistance se transforme en une guerre civile contre le SAC, qui n'est pas disposé à faire de compromis. Let Yet Kone (également orthographié Letyetkon) est situé dans le cœur bouddhiste traditionnel birman, qui est rapidement devenu un bastion de la résistance contre le régime militaire. Compte tenu de la résistance acharnée, en novembre 2021, l'armée birmane commence à lancer des frappes aériennes à Sagaing pour reprendre le contrôle, forçant des milliers de villageois à fuir. La région de Sagaing est le site de plusieurs autres massacres récents, dont le massacre de Mondaingbin en mai 2022, qui tue 28 villageois.

## Incident
Dans l'après-midi du 16 septembre 2022, les cours sont donnés dans une école monastique près du monastère Maha Dhammayanthi à Let Yet Kone. L'école accueille 250 élèves de la maternelle à la huitième année et dessert Let Yet Kone et les villages voisins,.
Vers 13 heures, deux hélicoptères Mi-35 de fabrication russe lancent une frappe aérienne sur l'école, tandis que des hélicoptères Mi-17 mènent une attaque au sol. Les hélicoptères bombardent le terrain de l'école pendant 45 minutes, tirant des roquettes et à la mitrailleuse alors que les étudiants se dispersent pour se cacher, avant que les forces terrestres ne lancent une attaque d'infanterie,,. Plusieurs corps sont fauchés par les tirs croisés, tandis que d'autres meurent d'une hémorragie excessive. Les troupes terrestres pénètrent alors sur le campus, pour rassembler les étudiants et les instituteurs. Tout au long de l'après-midi, les troupes effacent les preuves de l'attaque, y compris les cadavres des victimes. Les troupes arrêtent également deux enseignants et 20 étudiants, tous grièvement blessés, ainsi que 6 villageois pris en otage. Des roquettes S-5 de fabrication russe sont retrouvées sur le site du massacre.

## Auteurs
L'attaque est menée par les troupes de l'armée de l'air et de l'armée de Birmanie, y compris des membres du 368e bataillon d'infanterie légère (LIB) sous le commandement du 10e commandement des opérations militaires (MOC-10), qui relève du général de brigade Thant Zin Oo. Les deux branches des forces armées sont sous le commandement de Min Aung Hlaing, qui dirige également la junte militaire, le Conseil d'administration de l'État.

## Victimes
Au moment de leur décès, les 12 victimes connues sont âgées de 7 à 49 ans, dont 6 écoliers. Une victime est restée non identifiée.

## Conséquences
Immédiatement après l'attaque, 50 000 villageois voisins vivant sur la rive ouest de la rivière Mu fuient leurs maisons. Les troupes de l'armée incinèrent secrètement les cadavres des victimes au cimetière de Ye-U, situé à 11 km du village,. Les villageois découvrent les cadavres abandonnés de plusieurs victimes, dont celui d'un garçon de 13 ans. La junte force deux écoliers survivants à lire des témoignages scénarisés affirmant que le village est occupé par les troupes des Forces de défense du peuple, comme condition de leur libération de la détention militaire.
L'armée birmane intensifie sa campagne contre les habitants pour avoir soutenu le mouvement de résistance anti-coup d'État. Le 30 novembre, il lance une nouvelle campagne, commettant des incendies criminels et pillant plus de 2 000 maisons dans 19 villages du canton de Depayin, où se trouve Let Yet Kone. Pendant la campagne, 200 maisons à Let Yet Kone sont incendiées par les troupes de l'armée. Entre le coup d'État de février 2021 et janvier 2023, les forces militaires incendient plus de 5 000 maisons dans tout le canton.

## Réactions

### Internes
Le 20 septembre, le régime militaire de Birmanie nie avoir effectué la frappe aérienne. Le journal d'État New Light of Myanmar affirme que les forces de sécurité inspectent le village, après avoir reçu une information indiquant que les forces de résistance s'y sont cachées. Le porte-parole de la junte militaire, Zaw Min Tun, affirme par la suite que l'attaque visait des soldats de l'Armée de l'indépendance kachin et des Forces de défense du peuple, et allègue que les forces de résistance utilisent les écoliers comme boucliers humains,,.
Le gouvernement d'unité nationale de Birmanie (NUG), parti d'opposition, publie une déclaration condamnant fermement l'attaque ciblée, qualifiant le massacre de crime de guerre. Le NUG appelle à une interdiction totale de la vente de carburéacteur en Birmanie. En novembre 2021, une enquête d'Amnesty International révèle que les forces armées de Birmanie détournent du carburéacteur civil vers l'armée de l'air à des fins militaires,.

### International
Le massacre n'est repris par les organisations internationales que la semaine suivante. Le 19 septembre 2022, l'UNICEF condamne l'incident et le lendemain, Save the Children emboîte le pas,. Le 20 septembre, António Guterres, secrétaire général des Nations unies, condamne l'attentat. Le 27 septembre 2022, les Nations unies ordonnent une enquête indépendante en Birmanie afin de rassembler des preuves pour évaluer la responsabilité pénale. En vertu du droit international, les attaques armées visant des civils sont considérées comme des crimes de guerre ou des crimes contre l'humanité. António Guterres réitère que les attaques contre les écoles violent le droit humanitaire et constituent l'une des six violations graves contre les enfants.
En février 2023, les gouvernements canadien et britannique imposent de nouvelles mesures économiques sur la fourniture et la vente de carburant d'aviation en Birmanie.